# Ishmael Toroama
Ishmael Toroama, né le 28 février 1969, est un combattant rebelle puis agriculteur et homme politique bougainvillais, élu président de cette région autonome en septembre 2020.

## Biographie

### Enfance et études
Il naît dans le village de Roreinang dans le centre de l'île de Bougainville, dans ce qui est alors la colonie australienne de Papouasie-Nouvelle-Guinée. Il est issu d'un peuple papou de langue nasioi. Très jeune enfant, il est emmené par ses parents dans diverses communautés isolées des Hautes-Terres de l'intérieur de l'île de Nouvelle-Guinée, son père s'y rendant comme missionnaire protestant. En 1976, l'année qui suit l'indépendance de la Papouasie-Nouvelle-Guinée, la famille retourne à Roreinang. Ishmael Toroama y effectue sa scolarité primaire, puis entame un enseignement secondaire qu'il ne terminera pas, quittant l'école pour travailler. Il est employé comme ouvrier par une entreprise sylvicole japonaise sur l'île,.

### Débuts dans l'armée
Il conserve cet emploi jusqu'en 1988 lorsque éclate une révolte des propriétaires coutumiers autochtones des terres exploitées par l'entreprise Rio Tinto pour la mine Panguna, la plus grande mine de cuivre à ciel ouvert au monde. C'est la création de l'Armée révolutionnaire de Bougainville (ARB), qu'Ishmael Toroama rejoint dès cette première année à l'âge de 19 ans, et le début de la longue guerre civile de Bougainville pour l'indépendance de la province vis-à-vis de la Papouasie-Nouvelle-Guinée.
Il devient l'un des commandants de l'Armée révolutionnaire, avec le titre de « chef de la défense » (succédant à Sam Kauona), et est grièvement blessé par une grenade ennemie en 1997. Peu après, il participe à ce qu'il qualifie lui-même de « coup d'État » interne à l'ARB, aidant le modéré Joseph Kabui à évincer le chef radical du mouvement, Francis Ona, afin que puisse s'enclencher un processus de paix.  Après avoir participé aux négociations, il est l'un des signataires de l'accord de paix en 2001, permettant une autonomie accrue de Bougainville et un processus vers une éventuelle indépendance. Ishmael Toroama sort de la guerre avec le corps scarifié, et participe au programme mené par l'Organisation des Nations unies pour le désarmement des anciens rebelles,,,. De 2002 à 2004, il est membre de la commission constitutionnelle qui consulte la population pour préparer la Constitution de Bougainville.

### Entrepreneur
En 2008, il fonde une entreprise de location de gardes du corps pour les entreprises étrangères qui, avec l'autorisation des autorités bougainvillaises, extraient de la ferraille de la mine de Panguna. Il crée également une entreprise de location d'équipements industriels lourds, et un atelier de réparation de ces équipements. À partir de 2015, il se concentre sur la régénération de la production commerciale de cacao « près de l'aéroport d'Aropa (en) », formant et employant des jeunes de la région. Il devient également « l'un des principaux actionnaires et l'un des directeurs » d'une entreprise australienne d'exploitation sylvicole à Bougainville, fonctions auxquelles il renonce lorsqu'il est élu président du pays.
Dans le même temps, dans les années 2010, il est manager, auteur-compositeur et chanteur pour le groupe de reggae bougainvillais Offsprings, qui promeut le désarmement, la réconciliation, l'unité et le christianisme. Le groupe devient populaire sur l'île.

### Débuts en politique
Ishmael Toroama se présente sans étiquette et sans succès aux élections législatives bougainvillaises de 2010, et aux élections législatives papou-néo-guinéennes de 2012.
Il est candidat sans étiquette à l'élection présidentielle bougainvillaise de 2015, terminant deuxième sur neuf mais loin derrière John Momis qui est élu. Il se consacre alors à la culture du cacao, pratiquant une agriculture durable avec l'aide de financements publics australiens et néo-zélandais. Ses plantations se trouvent à proximité de l'aéroport Aropa (en), récemment rouvert à Kieta après avoir été fermé durant et après la guerre civile,.
Fin 2019 se tient un référendum d'autodétermination, au cours duquel les Bougainvillais votent à 98 % pour l'indépendance. Ishmael Toroama fonde le parti de l'Alliance populaire de Bougainville et remporte l'élection présidentielle bougainvillaise de 2020 face à vingt-quatre autres candidats dont son ancien camarade de guerre Sam Kauona. À l'issue du long décompte des voix de ce scrutin au vote alternatif, il est déclaré élu le 23 septembre, pour une entrée en fonction le 25. Il a alors à mener les négociations avec le gouvernement de Papouasie-Nouvelle-Guinée pour l'indépendance de Bougainville, et déclare aussi pour priorités de consolider le service de police de Bougainville pour améliorer la sécurité des habitants et le maintien de l'ordre, et de lutter contre la corruption au sein des organes du gouvernement et du service public,,,.